# Dorobanț (okręg Jassy)
Dorobanț – wieś w Rumunii, w okręgu Jassy, w gminie Aroneanu. W 2011 roku liczyła 1260 mieszkańców.